# LibriVox
LibriVox (z latinského liber, kniha a vox, řeč) je internetový projekt sdružující dobrovolníky, kteří vytvářejí mluvené nahrávky knih, které jsou volným dílem ve Spojených státech. Všechny audioknihy na serveru LibriVox jsou vydány jako volné dílo (public domain). Projekt založil v roce 2005 Kanaďan Hugh McGuire. V roce 2025 nabízela tamní digitální knihovna přes 20 tisíc nahrávek ve 48 jazycích, velká většina z nich je však pouze v angličtině. Koordinace nahrávání, editace a kontroly probíhá na přidruženém phpBB fóru. LibriVox nemá stanovenou laťku pro technickou kvalitu nahrávek – stačí, aby jim bylo rozumět. Některé audioknihy se přesto mohou rovnat profesionální produkci, která může stát tisíce až desetitisíce amerických dolarů (stovky tisíc korun). LibriVox je provozován díky darům a spolupracuje s podobnými projekty Internet Archive (hosting souborů) a Projektem Gutenberg (poskytování zdrojových textů).